# Rio Mampituba
Rio Mampituba är ett vattendrag i Brasilien. Det ligger i den södra delen av landet, 1 500 km söder om huvudstaden Brasília.